# 制服狩り
『制服狩り』（せいふくがり）は日本のオリジナルビデオ作品。1996年から1998年までに全3作が発表された。

## 概要
婦警や女子高生など、制服をテーマに、女性の赤裸々な性を描くオリジナルビデオ作品。販売元は彩プロ=徳間ジャパンコミュニケーションズ。3作全て、後藤秀司監督、稲葉稔脚本。今作に先行するものににっかつの日本映画『地下鉄連続レイプ 制服狩り』（1987年）がある。なお、同名タイトルを冠したアダルトビデオの作品も多数ある。

## 制服狩り
1996年4月5日に発売された。
キャスト
- 高橋めぐみ
- 進藤七枝
- 吉岡ちひろ
- 望月祐多

## 制服狩り2
1997年4月4日に発売された。
キャスト
- 西田ももこ
- 麻田かおり
- メイファ
- 河原田ヤスケ
- 新穂直子
- 森田里奈

## 制服狩り3
1998年12月4日に発売された。
キャスト
- 国分静香
- 長谷川恒之
- 鈴木麻奈美
- けーすけ
- 倉本梨里
- 黒田詩織